# Еремеев, Владимир Степанович
Владимир Степанович Еремеев (20 мая 1929, Москва — 2002) — советский футболист, вратарь. Мастер спорта СССР.

## Биография
В качестве футболиста выступал на позиции вратаря в командах «Авангард» (Свердловск), «Шахтер» (Сталино), «Химик» (Москва), «Спартак» (Калинин), «Молдова» (Кишинев), «Шинник» (Ярославль). Пять сезонов провел в классе «А» советского футбола. За свою игру получил звание Мастера спорта СССР.
В качестве тренера работал с командами: «Строитель» (Ашхабад), «Спартак» (Гомель), «Спартак» (Рязань) и «Текстильщик» (Иваново).